# اسلیپی هالو، شهرستان مارین، کالیفرنیا
اسلیپی هالو (به انگلیسی: Sleepy Hollow) یک منطقهٔ مسکونی در ایالات متحده آمریکا است که در شهرستان مارین، کالیفرنیا واقع شده‌است. اسلیپی هالو ۷٫۷۳۷ کیلومتر مربع مساحت و ۲٬۳۸۴ نفر جمعیت دارد و ۵۴ متر بالاتر از سطح دریا واقع شده‌است.